# جايسون فيليبس (لاعب كرة قدم أمريكية)
جايسون فيليبس (بالإنجليزية: Jason Phillips)‏ هو لاعب كرة قدم أمريكية أمريكي، ولد في 14 فبراير 1986 في والر في الولايات المتحدة.

## وصلات خارجية
- جايسون فيليبس على موقع مرجع كرة القدم المحترفة.كوم (الإنجليزية)